# Conostigmus concoloripes
Conostigmus concoloripes är en stekelart som beskrevs av Alan Parkhurst Dodd 1914. Conostigmus concoloripes ingår i släktet Conostigmus och familjen trefåresteklar. Inga underarter finns listade i Catalogue of Life.